# Johann Georg Schnitzer
Johann Georg Schnitzer (n. 1 iunie 1930, Freiburg im Breisgau, Reich-ul German – d. 3 decembrie 2023) a fost un medic dentist, autor și cercetător. În domeniul nutriției integrale și al sănătății a scris cărți și articole importante pentru medicina alternativă.
Punctele sale de vedere se opun medicinii bazate pe dovezi.

## Bază științifică fragilă
Termeni precum „hrană de civilizație denaturată” și „mâncare rapidă” nu înseamnă de fapt nimic referitor la conținutul de micro și macro-nutrienți, dar în lucrările lui Schnitzer sunt nediferențiați de lipsa de „substanțe vitale” și echivalați cu alimente cu un conținut ridicat de grăsimi alimentare tari și proteine animale. În comparație cu alimentele gătite, alimentele crude pot duce la o digestie incompletă, ceea ce poate înrăutăți absorbția unor vitamine și oligoelemente și favorizează bolile de deficit și flatulența. Otrăvurile gastrointestinale și lectinele uneori dăunătoare pot deveni inofensive numai prin prelucrare, în special prin încălzire, de ex. în leguminoase.  Afirmația lui Schnitzer că oamenii, adică specia Homo sapiens, aparțin frugivorelor (mâncătorii de fructe) și că alimentele de origine animală sunt, prin urmare, „străine” contrazice descoperirile paleoantropologiei, medicinei și științei nutriției. Plantele alimentare folosite în dieta Schnitzer sunt de obicei plante cultivate și au fost cultivate doar de aproximativ 10.000 de ani (vezi Revoluția Neolitică). Așa-numitele „popoare primitive” care încă există nu mănâncă veganist și nu urmează recomandările dietei lui Schnitzer. Oamenii de știință dau vina pe schimbarea dietei din perioada neolitică europeană pe terci de cereale și pâine pentru starea proastă a dinților din cauza cariilor pe scheletele descoperite din această perioadă. Obezitatea nu este cauzata de apa reținută. Afirmațiile lui Schnitzer despre patogeneza diabetului zaharat, a hipertensiunii arteriale și a acneei contrazic cunoștințele științifice. Printre altele, ignoră existența digestiei grăsimilor și nivelul de cunoștințe despre originea sebumului pielii. Beneficiile pretinse ale schimbării dietei recomandate de Schnitzer nu sunt de obicei dovedite științific. Obiectivele de prevenire și terapie care sunt realiste în conformitate cu cunoștințele științifice pot fi deja atinse cu modificări alimentare mai puțin restrictive și riscante.
Expertul judiciar Karl Jahnke a constatat că Schnitzer a făcut „afirmații înșelătoare despre procesele metabolice, dezvoltarea, cauzele și patofiziologia bolilor”. În 1984, Raportul Federal de Nutriție a ajuns la concluzia că schimbarea dietei cerută de Schnitzer nu era „nici necesară, nici recomandată”. Nici măcar diabeticii nu pot fi „vindecați” prin dieta lui intensivă, cel mult boala lor poate fi împinsă înapoi într-un „stadiu latent” – așa cum este posibil și în cazul altor diete de reducere.

## Scrieri (selecție)
- de  Gesundheit für unsere Jugend. (sănătate pentru tinerii noștri) St. Georgen 1974.
- de  Gesunde Zähne von der Kindheit bis ins Alter durch richtige Ernährung: ein Gradmesser allgemeiner Gesundheit. (dinți sănătoși de la copilărie până la bătrânețe cu nutriția corectă: metrul de măsură al sănătății întregi) Bircher-Benner Verlag (editura Bircher-Benner), Zürich 1965.
- de  Gesund und vital durch Schnitzer-Kost: 4702 Personen berichten über ihre Erfolge. (Sănătos și vital cu nutriția Schnitzer: 4702 persoane descriu succesele lor) Schnitzer Verlag (editura Schnitzer), St. Georgen 1974.
- de  Schnitzer-Intensivkost, Schnitzer-Normalkost: 14-Tage-Fahrplan für beide Kostformen. (nutriția Schnitzer intensivă, nutriția Schnitzer normală: 14 zile 'mersul trenului' pentru ambele moduri) Schnitzer Verlag (editura Schnitzer), St. Georgen.
- de  Der alternative Weg zur Gesundheit. (Drumul alternativ spre sănătate) Mosaik Verlag (editura Mozaik), München 1982, ISBN 3-570-01699-4.
- de  Die kausale Therapie der essentiellen Hypertonie. (terapia cauzală al hipertoniei esențiale) Haug Verlag (editura Haug), Heidelberg 1987, ISBN 3-7760-0985-3.
- de  Risikofaktor Bluthochdruck: lebensbedrohend, aber heilbar. (factorul riscant tenisune ridicată: pericol de moarte, dar de vindecat) Heyne Verlag (editura Heyne), München 1987, ISBN 3-453-00924-X.